# Grabado en Buenos Aires con Maria Creuza y Toquinho

Este disco (...) completa nosso desejo de atingir uma maior audiência, já que nem todo mundo pode assistir a espetáculos artísticos como os que são apresentados no La Fusa.; (...) Foram duas sessões noturnas (...) em um ambiente de boemia e grande cordialidade, onde não faltaram os elementos primordiais: garrafas de uísque e mulheres bonitas. Registramos nosso show com aquele mesmo espírito de íntima comunicação e informalidade que gostamos de transmitir em nossas músicas".

Vinícius de Moraes
Vinícius de Moraes Grabado en Buenos Aires con Maria Creuza y Toquinho ou Vinicius en La Fusa con Maria Creuza y Toquinho é um álbum ao vivo do cantor e compositor brasileiro Vinicius de Moraes, gravado em Buenos Aires em julho de 1970 com a participação de Maria Creuza e Toquinho.
Antes da gravação do disco, Vinicius havia convidado Toquinho para se juntar a ele e Maria Creuza numa temporada de apresentações em Buenos Aires. Em fevereiro, Maria já havia participado com Vinicius e Dorival Caymmi em apresentações na capital uruguaia Punta del Este. Vinicius e Toquinho chegaram a capital argentina abordo do navio Eugênio C em Buenos Aires dois dias antes da Final da Copa do Mundo de 1970, em 21 de junho de 1970, um domingo, e prontamente começaram a trabalhar. No domingo, após a Seleção Brasileira de Futebol ter conquistado o título, abriram a temporada de espetáculos na boate La Fusa, inaugurada em 1969 e localizada no primeiro piso da galeria Capitol, situada na Avenida Santa Fe, entre as avenidas Callao e Riobamba, em Barrio Norte.
Um dos presentes numas das noites de apresentações era Alfredo Isidoro Radoszynski, produtor musical e fundador do selo fonográfico Trova, que ficou encantando com a música produzida pelo trio e lhes ofereceu a produção e gravação de um disco ao vivo. Todavia, o ambiente da La Fusa não oferecia acústica boa o suficiente para a gravação do disco, motivo pelo qual as músicas foram gravadas então nos Estudios ION, localizado no bairro Balvanera, com o som ambiente da La Fusa sendo gravado e acrescentado posteriormente durante a mixagem. Além disso, para reproduzir o calor do público que Radoszynski considerava vital, cerca de 30 pessoas foram convidadas e participarem das gravações fazendo as vozes da plateia. O trabalho de gravação foi realizado durante julho e durou duas madrugadas, da meia-noite às 8h da manhã, "em um ambiente de boemia e grande cordialidade, onde não faltaram os elementos primordiais: garrafas de uísque e mulheres bonitas" de acordo com Vinicius.
O disco foi lançado prontamente em agosto e teve uma ótima vendagem, chegando posteriormente a ser certificado como disco de ouro pela Cámara Argentina de Productores de Fonogramas y Videogramas em 2004.

## Faixas
| N.º            | Título                          | Composição                                | Duração |  |
| 1.             | "Copa Do Mundo"                 | Maugeri, Müller, Sobrinho e Dagô          | 1:12    |  |
| 2.             | "A Felicidade"                  | Vinicius de Moraes / Antonio Carlos Jobim | 3:27    |  |
| 3.             | "Tomara"                        | Vinicius de Moraes                        | 4:17    |  |
| 4.             | "Que Maravilha"                 | Jorge Ben e Toquinho                      | 2:28    |  |
| 5.             | "Lamento no Morro"              | Antonio Carlos Jobim e Vinicius de Moraes | 2:24    |  |
| 6.             | "Berimbau / Consolação"         | Vinicius de Moraes e Baden Powell         | 2:46    |  |
| 7.             | "Irene"                         | Caetano Veloso                            | 2:33    |  |
| 8.             | "Canto de Ossanha"              | Vinicius de Moraes e Baden Powell         | 3:05    |  |
| 9.             | "Garota de Ipanema"             | Vinicius de Moraes e Antônio Carlos Jobim | 2:23    |  |
| 10.            | "Samba em Prelúdio"             | Vinicius de Moraes e Baden Powell         | 3:49    |  |
| 11.            | "Catendé"                       | Antônio Carlos e Jocafi / Ildásio Tavares | 5:10    |  |
| 12.            | "Valsa da Tunisia"              | Vinicius de Moraes                        | 3:08    |  |
| 13.            | "Eu Sei Que Vou Te Amar"        | Vinicius de Moraes e Antônio Carlos Jobim | 3:28    |  |
| 14.            | "Minha Namorada"                | Vinicius de Moraes e Carlos Lyra          | 3:57    |  |
| 15.            | "Se Todos Fossem Iguais A Você" | Vinicius de Moraes e Antônio Carlos Jobim | 2:57    |  |
| Duração total: | Duração total:                  | Duração total:                            | 44:24   |  |

## Ficha técnica
Músicos
- Vocais: Vinicius de Moraes, Maria Creuza e Toquinho
- Violão: Toquinho
- Contrabaixo: Mario "Mojarra" Fernández
- Bateria: Enrique "Zurdo" Roizner
- Percussão: Fernando Gelbard e "Chango" Farías Gómez

Pessoal técnico
- Produção: Alfredo I. Radoszynski[1]
- Técnico de gravação: Gerd Baumgartner
- Diretor de gravação: Mike Ribas
- Fotografia da capa: Chivo Borraro[8]